# Șîroke (Șîroke), Simferopol
Șîroke (în ucraineană Широке) este localitatea de reședință a comunei Șîroke din raionul Simferopol, Republica Autonomă Crimeea, Ucraina.

## Demografie
Componența lingvistică a localității Șîroke
     Rusă (77,5%)
     Ucraineană (19,71%)
     Alte limbi (1,8%)
Conform recensământului din 2001, majoritatea populației localității Șîroke era vorbitoare de rusă (77,5%), existând în minoritate și vorbitori de ucraineană (19,71%).